# Jiří Doležílek
Jiří Doležílek (* 18. dubna 1958) je bývalý český fotbalový brankář.

## Fotbalová kariéra
V československé lize hrál za Sigmu Olomouc a ZVL Žilina. Nastoupil v 121 ligových utkáních.

## Ligová bilance
| Ročník                                   | Zápasy | Góly | Klub          |
| ---------------------------------------- | ------ | ---- | ------------- |
| 1. československá fotbalová liga 1982/83 | 14     | 0    | Sigma Olomouc |
| 1. československá fotbalová liga 1984/85 | 14     | 0    | Sigma Olomouc |
| 1. československá fotbalová liga 1986/87 | 30     | 0    | ZVL Žilina    |
| 1. československá fotbalová liga 1987/88 | 30     | 0    | Sigma Olomouc |
| 1. československá fotbalová liga 1988/89 | 27     | 0    | Sigma Olomouc |
| 1. československá fotbalová liga 1989/90 | 6      | 0    | Sigma Olomouc |
| CELKEM                                   | 121    | 0    |               |